# Locomotiva prussiana T 3
Le locomotive T 3 furono una serie di locotender di costruzione tedesca, con rodiggio 0-6-0 a vapore saturo a 2 cilindri esterni e a semplice espansione. Diffuse in numerose ferrovie europee vennero acquisite anche da varie società ferroviarie in concessione italiane.

## Storia
Le locomotive T 3 erano di vario tipo, anche se di caratteristiche similari, costruite in svariate centinaia per le varie società ferroviarie europee, che a partire dal 1885 le acquisirono e immatricolarono nel proprio parco rotabili per i servizi meno impegnativi e vicinali. Data l'ottima qualità del progetto della Henschel & Sohn di Kassel, in Germania, vennero prodotte anche in Austria dalla Orenstein & Koppel e intorno al 1915 vennero costruite anche in Italia dalla Breda. Continuarono ad essere prodotte fino agli anni trenta.

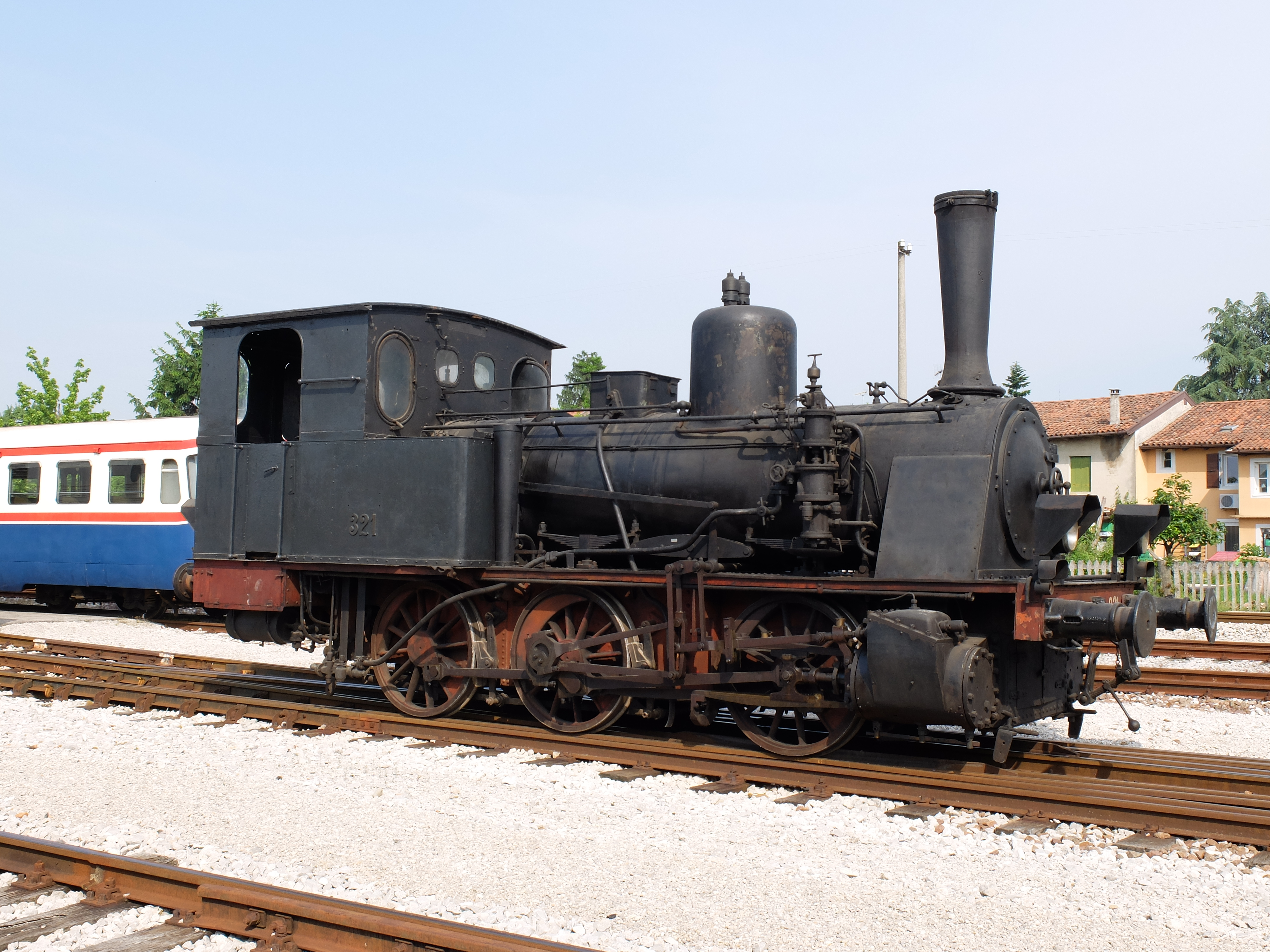
Societa Veneta (SV) 321 (ex 102)

## Caratteristiche
La locomotiva del tipo T 3 venne costruita in varie versioni a seconda delle specifiche richieste del committente.
La T 3 era una locotender a vapore saturo a semplice espansione. Il rodiggio era di tipo C a tre assi accoppiati; il motore era a 2 cilindri esterni con distribuzione del tipo Allan a cassetto piano. La caldaia era piuttosto bassa e pertanto aveva il caratteristico fumaiolo lungo.
La locomotiva era dotata di solo freno a mano; solo successivamente su alcune locomotive venne operata una modifica per dotarle di freno ad aria compressa
La velocità massima della locomotiva era, a seconda delle versioni, di 45/55 km/orari.

## Locomotive T 3 in Italia[1]
| Locomotive T3 in Italia | Locomotive T3 in Italia | Locomotive T3 in Italia | Locomotive T3 in Italia | Locomotive T3 in Italia | Locomotive T3 in Italia                                       |
| Società                 | Numerazione             | Quantità                | Anno                    | Costruttore             | Note                                                          |
| ----------------------- | ----------------------- | ----------------------- | ----------------------- | ----------------------- | ------------------------------------------------------------- |
| Acciaierie di Terni     | ?                       | 2                       | 1887                    | Henschel                | Un'unità proveniente dalla Ferrovia Massa Marittima-Follonica |
| FAV                     | 4–7                     | 4                       | 1902, 1909, 1914, 1924  | Henschel                |                                                               |
| FCC                     | 4–7                     | 4                       | 1887, 1893, 1895        | Henschel                |                                                               |
| FCC                     | 8–9                     | 2                       | 1903, 1907              | Henschel                |                                                               |
| FMF                     | 7                       | 1                       | 1907                    | Henschel                |                                                               |
| FMF                     | 4–6                     | 3                       | 1904                    | Henschel                |                                                               |
| FVS                     | 1–3                     | 3                       | 1907–1908               | Henschel                |                                                               |
| SIFV                    | 1                       | 1                       | 1907                    | Orenstein & Koppel      | Dal 1912 alla Società Veneta (gruppo 29)                      |
| SV                      | 30                      | 5                       | 1904, 1908–1909         | Henschel                |                                                               |
| SV                      | 31                      | 9                       | 1915                    | Breda                   |                                                               |
| SV                      | 32                      | 6                       | 1906, 1908              | Henschel                |                                                               |

Oggi ne sopravvivono alcune in funzione per treni turistici ed altre come monumento.
Due unità ex FVS (Ferrovia Valle Sessera) ora non più esistente, sono in forza al Museo Ferroviario Piemontese di cui una attiva, l'altra è esposta ad Altavilla Monferrato (Al) presso il Museo del Tramway a vapore.
Un'unità è esposta come monumento davanti alla stazione ferroviaria di Loano(Sv) è la numero 9 della Ferrovia Canavesana. Un'altra unità ex FAV, la n°6 "Valtellina" 13262 si trova attualmente nelle officine TUA di Lanciano per lo studio di fattibilità del restauro ai fini del ripristino di un servizio turistico locale.